# Kupresi csata (1994)
A kupresi csata (szerbhorvátul: Bitka za Kupres) a boszniai háború egyik csatája volt, melyet egyik oldalon a Bosznia-Hercegovinai Köztársaság hadserege (ARBiH) és a Horvát Védelmi Tanács (HVO), a másik oldalon a Boszniai Szerb Köztársaság hadserege (VRS) vívott 1994 október 20. és november 3. között. Ez volt az első kézzelfogható bizonyítéka az 1994. márciusi washingtoni megállapodásban rögzített bosnyák–horvát szövetségnek, amely az Egyesült Államok közvetítésével jött létre az ARBiH és a HVO között bosznia-hercegovinában vívott horvát–bosnyák háború befejezésére. Az ARBiH és a HVO eleinte nem egyeztettek egymással, inkább külön akciókat indítottak Kupres elfoglalására.
Az ARBiH Ősz–94 (Jesen–94) fedőnevű offenzívája október 20-án indult, azzal az elsődleges céllal, hogy Bugojnóból a VRS által birtokolt Donji Vakuf felé haladjon. Az offenzívát egy Kupres felé irányuló másodlagos támadással támogatták, amelynek célja a VRS védelmének megzavarása és a Donji Vakufba menő utánpótlási útvonal fenyegetése volt. Az elsődleges támadóerő hamarosan leállt, és a hadművelet fókuszát Kupresre helyezték át, ahol az ARBiH fokozatos előretörésének biztosítására jelentős erősítéseket vetettek be. Október 29-én a HVO is a támadás mellett döntött, mivel úgy ítélte meg, hogy az ARBiH erői már közvetlenül fenyegetik a stratégiai jelentőségű Kupresi-fennsíkot. A HVO „Cincar” kódnéven november 1-jén indította el offenzíváját. Az ARBiH előrenyomulásában bekövetkezett rövid szünetet követően, amelyet számos ok idézett elő, és Alija Izetbegovićnak, Bosznia-Hercegovina elnökének az ARBiH-hoz közvetlen kérésére, hogy működjenek együtt a HVO-val, a két erő parancsnokai a washingtoni megállapodás óta először találkoztak, hogy összehangolják hadműveleteiket. Magát Kuprest 1994. november 3-án foglalta el a HVO. A csatának politikai jelentősége mellett a boszniai háború jövőbeni alakulása, a Tél '94 hadművelet szempontjából is jelentősége volt. A HVO és az ARBiH által a kupresi csatában elért területi nyereség megvédte a Tél ’94 hadművelet jobb szárnyát.

## Háttér
A horvátországi szerbek 1990-es lázadása Knin városa körül, Lika, Kordun és Banovina régiókra, a dalmát hátország túlnyomórészt szerbek lakta területeire, valamint a jelentős szerb lakosságú kelet-horvátországi településekre összpontosult. Ezeket a területeket később Krajinai Szerb Köztársaságnak (RSK) nevezték el. Az RSK kinyilvánította a Szerbiával való politikai integráció szándékát, melyet Horvátország kormánya lázadásnak tekintett. 1991 márciusára a konfliktus háborúig – a horvátországi háborúvá – fajult. 1991 júniusában Horvátország kikiáltotta függetlenségét, majd a döntésre három hónapos moratóriumot kötöttek, így a határozat október 8-án lépett hatályba. Ezután az RSK etnikai tisztogatási kampányt indított a területén levő horvát civilek ellen, és 1993 elejére a legtöbb nem szerb lakost elüldözték otthonaiból. 1993 novemberére az ENSZ déli és északi szektorában kevesebb, mint 400, illetve 1500–2000 horvát etnikumú népesség maradt.
Mivel a Jugoszláv Néphadsereg (JNA) egyre inkább támogatta az RSK-t, és a horvát rendőrség képtelen volt megbirkózni a helyzettel, 1991 májusában megalakult a Horvát Nemzeti Gárda (ZNG). A ZNG-t novemberben Horvát Hadseregre (HV) nevezték át. Horvátország hadseregének felfegyverzését azonban az Egyesült Nemzetek Szervezetének (ENSZ) szeptemberben bevezetett fegyverembargója akadályozta. A háború leghevesebb harcai 1991 utolsó hónapjaiban zajlottak, amelyek a laktanyacsatában, a Dubrovnik ostromában és a vukovári csatában érték el tetőpontjukat.
1992 januárjában Horvátország, a JNA és az ENSZ képviselői aláírták a szarajevói megállapodást, és a harcok a két fél között szüneteltek. A sikertelen tűzszünetek sorozatának véget vetve a megállapodás felügyeletére és fenntartására Horvátországba telepítették az Egyesült Nemzetek Védelmi Erőit (UNPROFOR) és a JNA hamarosan visszavonult Horvátországból Bosznia-Hercegovinába, ahol új konfliktus volt várható, de Szerbia továbbra is támogatta az RSK-t. A HV előrenyomulása– Dubrovnik ostromának feloldásával és a Maslenica hadműveletben kis területeket vont újra horvát irányítás alá. A horvát városokat és falvakat időnként tüzérségi vagy rakétatámadások érték.
Amikor a JNA kivonult Horvátországból, állománya már felkészült egy új boszniai szerb hadsereg felállítására, mivel a boszniai szerbek, még a Bosznia-Hercegovina függetlenségéről szóló 1992. február 29-március 1-jei népszavazás előtt – amelyre később a boszniai háború kirobbanásának ürügyeként hivatkoztak – 1992. január 9-én kikiáltották a Bosznia-hercegovinai Szerb Köztársaságot. A boszniai szerbek március 1-jén a fővárosban, Szarajevóban és másutt barikádokat állítottak fel, másnap pedig Szarajevóban és Dobojban már feljegyezték a háború első halálos áldozatait. Március utolsó napjaiban a boszniai szerb hadsereg tüzérségi támadásokat indított Bosanski Brod ellen, és a HV 108. dandárja válaszul átlépte a város határát. Április 4-én a szerb tüzérség megkezdte Szarajevó ágyúzását. Annak ellenére, hogy a háború eredetileg a boszniai szerbeket és az országban élő nem szerbeket állította szembe, az év végére a horvát–bosnyák háború kezdetével háromoldalú konfliktussá fejlődött. Addigra a boszniai szerb hadsereg – mely a Boszniai Szerb Köztársaság Hadserege (VRS) nevet kapta – Bosznia-Hercegovina területének mintegy 70%-át ellenőrizte. Ez az arány nem változott jelentősen a következő két évben sem. A Boszniai Szerb Köztársaság az RSK-nak nyújtott katonai és egyéb segítság révén korlátozott erőkkel vett részt a horvát függetlenségi háborúban. Fegyveres erői alkalmanként Banja Lukából indítottak légitámadásokat, és legjelentősebb mértékben a városközpontok elleni tüzérségi támadásokban vettek részt.

## Előzmények
Az Amerikai Egyesült Államok Bill Clinton által 1993 februárja óta támogatott új katonai stratégiáját követve Horvátország és Bosznia-Hercegovina 1994 márciusában aláírta a washingtoni megállapodást. A megállapodás véget vetett a horvát–bosnyák háborúnak és létrehozta a Bosznia-Hercegovinai Föderációt. A politikai rendezés lehetővé tette az ARBiH-nak és a HVO-nak, hogy egy sor kisebb léptékű támadás során további csapatokat vessenek be a VRS ellen, amelyek célja a boszniai szerb hadsereg kifárasztása volt, de a támadások október előtt nem eredményeztek területi nyereséget. Az ARBiH egy felmorzsoló hadviselési stratégiát fogadott el, amely a bosnyákok számbeli fölényére támaszkodott a létszámhiánytól szenvedő VRS-hez képest. Ez a stratégia célként a korlátozott előrehaladást célozta meg, de nehézfegyverek és szállítóeszközök támogatása nélkül, amelyek akkoriban az ARBiH számára nem voltak elérhetőek.
1994 márciusa és novembere között az ARBiH viszonylag korlátozott célokkal támadássorozatot hajtott végre, megtámadva a VRS-t a Vlašić-hegységnél, a Majevica-hegység Stolice-csúcsánál és Donji Vakufnál, valamint Brčko közelében, a Tešanj és Teslić közötti területen, Kladanj és Szarajevó térségében, a Bjelašnica és a Treskavica-hegységekben, Gračanica, Vareš, Konjic és Doboj területén. Szeptember–novemberben a HVO-val együtt további erőfeszítéseket tettek a VRS ellen Nevesinje közelében, de a legtöbb offenzíva alig vagy egyáltalán nem hozott eredményt. Ugyanakkor a Szarajevótól északra végrehajtott VRS-támadásokat sikeresen visszaverték. Az ARBiH vezérkara azt remélte, hogy a VRS nem tud elegendő tartalékot összegyűjteni az egyidejű, viszonylag korlátozott támadások visszaverésére. Az ARBiH offenzíva következtében október végére kevés terület cserélt gazdát, de a VRS létszámhiánya tovább fokozódott.
Kupres birtoklása, bár különböző okokból az ARBiH-nak és a HVO-nak egyaránt fontos volt. A HVO a város 1992. áprilisi elvesztését kívánta feledtetni, mivel a háború előtt itt jelentős horvát közösség élt, és ellenőrizni akarta a Tomislavgrad–Bugojno–Šipovo utat. Az ARBiH Kupres felé történő előrenyomulását Ősz–94 kódnéven a Donji Vakuf felé irányuló offenzíva másodlagos hadműveleteként tervezték meg. Az ARBiH, hogy gyengítse a VRS Donji Vakuf körüli védelmét, el akarta vágni a VRS a Kupresen áthaladó utánpótlási útvonalát. Nem világos, hogy az ARBiH és az HVO hogyan egyeztetett a Kupres felé való előrenyomulásuk előtt. Valószínűleg a két erő parancsnoksága anélkül egyezett meg a Kupres elleni egyidejű offenzívában, hogy a tényleges hadműveleti terveket felfedték volna egymás előtt. A HVO közreműködését a „Cincar” fedőnevű offenzívában a HVO és a HV közösen tervezte meg.

## A szembenálló erők
Az ARBiH kezdetben 3130 katonát vezényelt másodlagos irányára – a Kupres felé irányuló támadásra. A 14 kilométeres front jobb szárnyán a 370. hegyi gyalogdandár helyezkedett el, amelyet Bugojnótól délnyugatra az ARBiH 7. hadtest, a bal szárnyon pedig a 307. hegyi gyalogdandár támogatott. Az elsődleges támadási irányban az ARBiH mintegy 5600 további katonát csoportosított, és a becslések szerint a Donji Vakuf körül elhelyezkedő 4800 VRS-katonával áll szemben. Magát a Kuprest és a környező fennsíkot körülbelül 2700 VRS-katona védte, akiket hadtestszintű tüzérséggel és páncélosokkal támogatva a 2. Krajinai hadtest 7. gépesített gyalogdandárjához osztottak be. A HVO haderő zömét az 1., 2. és 3. gárdadandár csapatai alkották, a boszniai horvát különleges rendőrség és a 60. „Ludvig Pavlović” gárda légideszant zászlóalj támogatásával. Bár Horvátország tagadta a HV részvételét a csatában, úgy gondolták, hogy ez valószínűleg megtörtént. Konkrétan a HV 1. gárdadandárjáról feltételezik, hogy részt vett a csatában. A csatára vonatkozó boszniai horvát jelentések szerint a dandár Zrinski zászlóalja vett részt a hadműveletben. Az ARBiH 7. hadtestét Mehmed Alagić dandártábornok, míg a HVO Tomislavgrad hadtestét, amely formálisan irányította a Cincar hadműveletet, Josip Černi ezredes irányította. A VRS 2. Krajinai hadtestét Radivoje Tomanić ezredes irányította.

## A csata lefolyása

### Október
Az ARBiH órákkal azután, hogy az elsődleges támadó erő megkezdte a Donji Vakuf elleni támadást, október 20-án hajnali 2-kor indította el az Ősz–94 hadművelet másodlagos támadását Kupres felé. Mivel az ARBiH offenzíva elsődleges támadása még aznap elakadt, Kupres lett a fő cél. Az ARBiH haderőt, amely kezdetben előrenyomult Kupres felé a 317. hegyi gyalogdandárral erősítették meg. Másnap, ahogy az ARBiH fokozatosan előrehaladt, a 305. hegyi dandár elemeit is hozzárendelték a támadó erőkhöz. Október 23-ra az ARBiH erői már elég közel jártak Kupreshez ahhoz, hogy heves aknavetőtüzet zúdítsanak a városra. Október 25-én az ARBiH 7. hadteste annak érdekében, hogy koordinálják a további előrehaladást a térségben, találkozót kért a HVO Tomislavgradi hadtest képviselőivel, azonban a hadtest parancsnokának leváltása miatt a HVO a találkozót október 28-ra halasztotta. Október 27-én az ARBiH 37. könnyű gyalogsági dandárral is kiegészítették a támadó erőt, amely lassan haladt egyik hegygerincről a másikra. Ezen kívül a 27. hegyi gyalogdandár elemei és a 7. tartalék hegyi gyalogdandár egy zászlóalja csatlakoztak az ARBiH támadásához. November 28-án az ARBiH vezérkara a vezérkarhoz rendelt gárdadandárt is csatába küldte.
Az ARBiH offenzíva kezdete óta a HVO négy gárdadandárjából hármat állított össze Ante Roso tábornok parancsnoksága alatt, és más támogató egységeket, köztük a 60. gárda légideszant zászlóaljat is létrehozta. Október 29-én a Herceg-Boszniai Horvát Köztársaság Védelmi Minisztériuma és a HVO vezérkara összeült, és úgy döntött, hogy Kupres városának elfoglalására elindítja a Cincar hadműveletet. A döntést a hírek szerint a HVO által ellenőrzött Kupres körüli terület megszilárdításának szándéka, valamint a Kupresi-fennsík stratégiai jelentősége indokolta, amely a HVO által birtokolt Livnói-mező északi megközelítését ellenőrizte. A műveletet eredetileg október 31-re, hajnali 4:30-ra tervezték, de 24 órával elhalasztották, mivel a HVO-nak több időre volt szüksége a felkészüléshez. A felderítő csapatok késleltetett érkezése tovább, 1994. november 1-jén reggel 8 óráig halasztotta a HVO offenzívát.

### November
A HVO két fő támadási irány mentén haladt észak felé. A nyugati irány Šuicától a főút mentén haladt Kupres felé, és november 1-jén elfoglalta Donji Malovan falut. A HVO-offenzíva keleti iránya Ravnoból Rilić felé haladt. Ahogy a HVO elkezdett észak felé haladni, az ARBiH felfüggesztette nyugati előrenyomulását. A leállást különféle inkokokkal, többek között a köddel, az esővel, a területi előnyök biztosításának szükségességével, a felszerelések kopásával és az állomány fáradtságával magyarázták. Ettől függetlenül aznap Bosznia-Hercegovina elnöke, Alija Izetbegović felhívta Alagićot, kérve megfelelő szintű együttműködést és a HVO-val való konfliktusok elkerülését. Végül Alagić nyilvánosan felkérte a HVO-t, hogy vegyen részt a VRS elleni kupresi offenzívában. Ugyanezen a napon a VRS két 9K52-es Luna-M rakétával Bugojnót vette célba.
November 2-án a HVO elfoglalta Gornji Malovant és Rilićet, miközben a szerbek megkezdték a polgári lakosság evakuálását Kupresból. Alagić felkereste a HVO Tomislavgradi hadtest főhadiszállását, hogy megvitassák az együttműködést, de arra hivatkozva, hogy az ott tartózkodó tisztek nem megfelelőek, nem volt hajlandó megvitatni az ügyet, és új találkozót javasolt aznap este 23 órára Gornji Vakufban az ARBiH 317. dandár főhadiszállásán. A HVO vezérkari főnöke, Tihomir Blaškić vezérőrnagy írásban kért bocsánatot a HVO nevében, és azt állította, hogy a HVO tiszteknek máshol kellett tartózkodniuk abban az időben. Alagić javaslata szerint új találkozóra került sor. A találkozó hajnali 3 órakor ért véget, és Alagić és Černi megállapodást kötött arról, hogy a HVO támadó erőinek jobb oldalán az ARBiH csapatainak egy részét kivonják, hogy lehetővé tegyék a HVO számára, hogy abból az irányból csapást mérhessen Kupresre, továbbá hogy koordinálják további, Kupresen túli előrenyomulását. Bár az együttműködés létrejött, az ARBiH és az HVO nem rendelkezett közös parancsnoksággal.
Az ARBiH csapatainak visszavonása november 3-án délelőtt 11 óráig fejeződött be, miközben az ARBiH haderő jobb szárnya előrenyomult, hogy elfoglalja a Kuprestől 3 km-re levő Kupreška Vrata-hágót. A boszniai horvát különleges rendőrség és a 60. gárda légideszant-zászlóalj nem sokkal dél után hatolt be Kupresbe, és a HVO 13:30-ra már be is fejezte a város elfoglalását. A HVO megkezdte szinte a teljes Kupresi-fennsík elfoglalását, így a HVO 1., 79. és 80. honvédezredét a fennsíkon védelmi állásokba helyezte. A VRS nem tudott időben ellentámadást intézni, mert nem voltak a feladatra alkalmas tartalékai.

## Következmények
Az ARBiH jelentősen lerövidítette a VRS-szel szemben elfoglalt pozícióit, és 130 négyzetkilométernyi területet foglalt el, míg a HVO közel 400 négyzetkilométert foglalt el Kupres környékén. Az ARBiH vesztesége 41 halott és 162 sebesült volt. November 3-án 4 HVO-katonát öltek meg és 15-en megsebesültek, november 4-én 11 órakor Zlosela közelében, egy VRS-ellentámadásban további 3 katona halt meg, 5 pedig megsebesült.
A kupresi csata volt az első konkrét eredménye a boszniai háborúban a megújult bosnyák–horvát szövetségnek, és a Kupres felé történő előrenyomulás volt az első katonai erőfeszítés, amelyet az ARBiH és a HVO a washingtoni megállapodás óta koordinált. A győzelmet követően az ARBiH és az HVO harci morálja megemelkedett. További előnyt jelentett számukra a VRS kezdeményezésének visszaszerzése és a Split–Livno–Kupres–Bugojno út teljes ellenőrzése, ami lehetővé tette az ARBiH és a HVO jobb logisztikáját, valamint a fegyverek és lőszerek szállítását a térségben, különösen azután, hogy az Egyesült Államok 1994 novemberében egyoldalúan megszüntette a Bosznia-Hercegovina elleni fegyverembargót. A lépés gyakorlatilag lehetővé tette a HV számára, hogy miközben a fegyverszállítmányok Horvátországon keresztül áramlottak, önmagát is ellássa. Végül a kupresi csatában aratott győzelem biztosította a Livnói-mezőn elfoglalt állások jobb szárnyát, aminek a jelentősége különösen akkor nőtt meg, amikor a HV és a HVO Livnótól északnyugatra elindította a Tél ’94 hadműveletet, hogy erői egy részét Bihács felmentésére vezényelje, megakadályozva Bihács VRS általi elfoglalását. A csata jelentős mértékben hozzájárult a HV későbbi sikeréhez a horvátországi és a boszniai háborúban.

## Fordítás
- Ez a szócikk részben vagy egészben  a    Battle of Kupres (1994) című angol Wikipédia-szócikk ezen változatának fordításán alapul.  Az eredeti cikk szerkesztőit annak laptörténete sorolja fel. Ez a jelzés csupán a megfogalmazás eredetét és a szerzői jogokat jelzi, nem szolgál a cikkben szereplő információk forrásmegjelöléseként.